# Liste der denkmalgeschützten Objekte in Hrádek u Sušice
Grundlage dieser Liste der denkmalgeschützten Objekte in Hrádek u Sušice ist die ÚSKP-Liste (Ústřední seznam kulturních památek České republiky, deutsch Zentrale Liste der Kulturdenkmäler der Tschechischen Republik), die von der tschechischen Denkmalschutzbehörde NPÚ (Národní památkový ústav, deutsch Nationale Denkmalbehörde) seit 1987 geführt wird und an die seit dem Jahr 1850 geschaffenen Listen anschließt.

## Denkmalgeschützte Objekte nach Ortsteilen

### Hradek
| Lage                                                                                              | Objekt                                   | Beschreibung | ÚSKP-Nr.                  | Bild           |
| ------------------------------------------------------------------------------------------------- | ---------------------------------------- | --- | ------------------------- | -------------- |
| Hrádek, Hrádek 1, 136, 149, 150, nordöstlicher Teil der Ortschaft (Standort)                      | Schloss Hradek                           | Ein weitläufiger Komplex aus alten und neuen Schlossgebäuden mit einer Kapelle, einem Getreidespeicher und anderen Gebäuden im Park. Zeugnisse der Gotik, der Renaissance und des Barock bis zum 19. Jahrhundert.                                              | 37512/4-2962 Info Katalog | weitere Bilder |
| Hrádek, vor dem Schloss, Nr. 1297/1 (Standort)                                                    | Statue St. Vinzenz                       | Eine Statue des Heiligen in Lebensgröße, der auf einem prismatischen, Sockel steht, ergänzt durch die Figur eines Engels. Barockarbeit aus der ersten Hälfte des 18. Jahrhunderts.                                                                             | 41028/4-2968 Info Katalog | weitere Bilder |
| Hrádek, Hrádek 22, gegenüber der Schule an der Hauptstraße (Standort)                             | Gehöft Nr. 22                            | Bauernhaus bestehend aus einem Wohngebäude mit Tor, Getreidespeicher aus dem 19. Jahrhundert. | 34243/4-2963 Info Katalog | weitere Bilder |
| Hrádek, Hrádek 25, gegenüber der Schule (Standort)                                                | Gehöft Nr. 25                            | Landhaus mit Getreidespeicher. | 27902/4-2964 Info Katalog | weitere Bilder |
| Hrádek, Hrádek 68, in der Nähe des alten Schlosses (Standort)                                     | Haus Nr. 68                              | Ursprünglich Renaissancehaus aus dem 16. Jahrhundert mit jüngeren barocken Modifikationen. Das Gebäude wurde wahrscheinlich in Verbindung mit dem alten Schloss erbaut. Die ursprünglichen architektonischen Elemente verschwanden während der Modernisierung. | 28011/4-2965 Info Katalog | weitere Bilder |
| Hrádek, Hrádek 87 (Standort)                                                                      | Wassermühle                              | Wassermühle mit einem barocken Wohnbereich, einer Sägmühle und Wirtschaftsgebäuden. | 36968/4-2966 Info Katalog | weitere Bilder |
| Hrádek, in der Nähe der neuen Brücke, Nr. 1298/13 (Standort)                                      | Statue des heiligen Johannes von Nepomuk | Beispiel einer kleinen gusseisernen Skulptur St. Johannes von Nepomuk bei einer ehemaligen Brücke, montiert auf einem Steinsockel, datiert auf 1862. Die Brücke wurde 1980 abgerissen.                                                                         | 23850/4-2967 Info Katalog | weitere Bilder |
| Hrádek, ungefähr 1 km hinter der Ortschaft an der Landstraße nach Zbynic, Nr. 388 (Standort)      | Kruzifix                                 | Gedenkgusseisenkreuz auf hohem Granitsockel mit geprägtem Dekor aus dem Jahr 1882. | 26811/4-2969 Info Katalog | BW             |
| Hrádek, an der Gebietsgrenze Sušice und Hrádeke, an der Landstraße II/187, Nr. 1256/11 (Standort) | Statue des heiligen Johannes von Nepomuk | Eine barocke Skulptur guter Handwerkskunst, 1726 auf dem Sockel datiert. Die Statue zeigt ein zunehmendes Interesse und Respekt für Johannes von Nepomuk vor seiner Heiligsprechung, die erst 1729 erfolgte.                                                   | 105729 Info Katalog       | weitere Bilder |

### Čejkovy
| Lage                                               | Objekt                                    | Beschreibung | ÚSKP-Nr.                  | Bild                                      |
| -------------------------------------------------- | ----------------------------------------- | --- | ------------------------- | ----------------------------------------- |
| Čejkovy, Dorfplatz, Nr. 2/2, Nr. 2964/1 (Standort) | Kapelle des heiligen Johannes von Nepomuk | Kleine Backsteinkapelle aus dem frühen 19. Jahrhundert, die an prominenter Stelle auf dem Dorfplatz liegt. In der Kapelle befindet sich ein eisernes Gedenkkreuz auf einem Granitsockel. | 22843/4-2810 Info Katalog | Kapelle des heiligen Johannes von Nepomuk |

### Čermná
| Lage                                 | Objekt     | Beschreibung                                                                 | ÚSKP-Nr.                  | Bild           |
| ------------------------------------ | ---------- | ---------------------------------------------------------------------------- | ------------------------- | -------------- |
| Čermná, Dorfplatz, Nr. 97 (Standort) | Kapellchen | Kleine barocke sakrale Architektur des ersten Drittels des 18. Jahrhunderts. | 31053/4-2813 Info Katalog | weitere Bilder |

### Kašovice
| Lage                                                                                           | Objekt                                        | Beschreibung | ÚSKP-Nr.                  | Bild                                          |
| ---------------------------------------------------------------------------------------------- | --------------------------------------------- | --- | ------------------------- | --------------------------------------------- |
| Kašovice, auf der bewaldeten Höhe nordwestlich des Dorfes, Čermná Nr. 1109, 1110/18 (Standort) | Festung Kašovice                              | Überreste eines wichtigen Herrenhauses, das außerhalb des Dorfes gegründet und mit einem markanten Palastgebäude in der Umgebung eines späteren Waldparks ausgestattet wurde.                                                                         | 23501/4-2816 Info Katalog | weitere Bilder                                |
| Kašovice, Nr. 1159/8, gegenüber Nr. 3 (Standort)                                               | Denkmal für den antifaschistischen Widerstand | Denkmal für den antifaschistischen Widerstand an dem Ort, an dem die SS mit tschechischen Widerstandskämpfern und flüchtigen sowjetischen Gefangenen zusammenstieß. Die Widerstandskämpfer fielen hier und sind auf dem Friedhof in Kolinec begraben. | 24549/4-4109 Info Katalog | Denkmal für den antifaschistischen Widerstand |

### Odolenov
| Lage                                                                  | Objekt                                | Beschreibung | ÚSKP-Nr.                  | Bild           |
| --------------------------------------------------------------------- | ------------------------------------- | --- | ------------------------- | -------------- |
| Odolenov, südöstlich der Ortschaft, m. č. Odolenka, Nr. 19 (Standort) | Kapelle Unserer Lieben Frau der Hilfe | Kapelle mit rechteckigem Grundriss, dreieckigem Giebel mit dem Desfours-Familienemblem und polygonalem Glockenturm auf dem Dachfirst. Barockkapelle von 1748, verbunden mit der Geschichte der tschechischen Nationalbewegung des 19. Jahrhunderts. | 18741/4-3195 Info Katalog | weitere Bilder |

### Tedražice
| Lage                                                              | Objekt                | Beschreibung | ÚSKP-Nr.                  | Bild           |
| ----------------------------------------------------------------- | --------------------- | --- | ------------------------- | -------------- |
| Tedražice, Tedražice 1, westlicher Teil des Dorfes (Standort)     | Festung               | Beweis für die schrittweise Entwicklung einer einfachen gotischen Festung zu einem großen Renaissancegebäude mit späteren barocken Modifikationen. | 26225/4-3439 Info Katalog | BW             |
| Tedražice, Zdouň, westlich des Dorfes, Nr. 40, Nr. 553 (Standort) | Kirche St. Laurentius | Ursprünglich eine frühgotische Friedhofskirche aus der zweiten Hälfte des 13. Jahrhunderts, die an der Stelle einer nicht mehr existierenden mittelalterlichen Siedlung stand. Erhalten eine Reihe von gotischen Steingegenständen (Portale, Maßwerkfenster, Rippengewölbe) und interessante Innendekoration. | 31324/4-3440 Info Katalog | weitere Bilder |
| Tedražice, an der Landstraße nach Hrádek, Nr. 1877/1 (Standort)   | Marterl               | Säulenschrein mit einer halbkreisförmigen gewölbten Aussparung unter dem Pyramidendach. Ein Beispiel für ein kleines Volksdenkmal aus dem ersten Drittel des 19. Jahrhunderts in der Tradition des Barock. | 13449/4-4786 Info Katalog | BW             |

### Zbynice
| Lage                               | Objekt              | Beschreibung | ÚSKP-Nr.                  | Bild           |
| ---------------------------------- | ------------------- | --- | ------------------------- | -------------- |
| Zbynice, Nr. 42, Nr. 29 (Standort) | Verkündigungskirche | Bedeutende romanisch-gotische Architektur aus dem zweiten Viertel des 13. Jahrhunderts mit spätgotischen und barocken Modifikationen. | 23269/4-2811 Info Katalog | weitere Bilder |
| Zbynice, Zbynice 1 (Standort)      | Pfarrhaus           | Ein städtebaulich wertvolles klassizistisches Pfarrhaus mit Wirtschaftsgebäuden auf barocken Fundamenten.                             | 45876/4-2812 Info Katalog | BW             |